# بیماری قلبی ریوی
بیماری قلبی ریوی یا نارسایی قلبی ریوی (انگلیسی: Pulmonary heart disease) نوعی نارسایی قلبی (معمولاً قلب راست) است که بر اثر مشکلات ریوی ایجاد می‌شود.
اغلب مشکلات ریوی مانند افزایش فشار خون ریوی یا تنگی شریان ریوی موجب نارسایی قلب راست و بزرگ شدن بطن راست می‌شود. در ادامه بیماری ممکن است موجب نارسایی هر دو نیمه قلب شود.